# Несхожа
«Несхожа» (рос. «Непохожая») — радянський двосерійний телефільм 1985 року, знятий Творчим об'єднанням «Екран».

## Сюжет
За повістю Людмили Сабініної «Родео Ліди Карякіної». Ліді Карякіній 15 років. У школі у неї постійні конфлікти, не все гаразд вдома. Дівчинка вирішує залишити школу і піти працювати. Попрацювавши в різних місцях, Ліда розуміє, що її покликання — виховувати дітей…

## У ролях
- Ольга Толстецька — Ліда Карякіна
- Клара Лучко — Юлія Михайлівна, сусідка Ліди, мама Віті
- Євгенія Ханаєва — Ніна Харитонівна, вчителька Ліди
- Олександра Турган — Віра Харитонівна, завуч школи
- Всеволод Абдулов — Василь Дмитрович, сусід, тато Мішука
- Олександра Захарова — Ольга Павлівна, мама Мішука
- Алла Мещерякова — Ганна, мати Ліди, медсестра
- Юрій Чернов — батько Ліди, «літун»
- Олександр Пашутін — Федір Петрович, ветеран війни
- Володимир Виноградов — Вітя, друг Ліди Карякіної
- Євген Пивоваров — Діма, брат Ліди Карякіної
- Максим Горохов — Міша Сестрьонкін (Мішук)
- Ольга Спіркіна — Ольга, перукар
- Наталія Ченчик — працівниця зоопарку
- Владислав Дружинін — Владик, перукар, товариш по службі Ліди
- Галина Бадіч — Фаїна Петрівна
- Володимир Мащенко — батько Вадима
- А. Попова — мати Вадима
- Броніслава Захарова — Єлизавета Петрівна, контролер в автобусі
- Л. Вікторова — епізод
- Людмила Дмитрієва — Маша, сусідка
- Володимир Фірсов — Федя
- Ігор Рибаков — епізод
- Д. Александров — епізод
- Олександр Ліванов — Сергій
- Т. Фатєєва — епізод
- Наталія Ковальова — епізод
- Тетяна Бучнєва — епізод
- Юлія Рогачкова — епізод
- Є. Сушко — епізод
- Олег Филипчик — епізод
- Інна Агєєва — епізод
- Олександра Кондратьєва — епізод
- Олена Коваль — епізод
- Володимир Голишков — Коля
- Василь Циганков — Соменко, начальник планового відділу
- Майя Булгакова — Любов Миколаївна, завідувачка дитячого садка
- Олена Фетисенко — Зоя Петрівна, наречена Феді
- Лілія Гриценко — бабуся на батьківських зборах
- Георгій Всеволодов — батько на батьківських зборах
- Наталія Монастирська — Сидорова

## Знімальна група
- Режисери — Володимир Аленіков, Марія Муат
- Сценарист — Катерина Маркова
- Оператори — Володимир Брусін, Володимир Шевальов
- Композитор — Олександр Раскатов
- Художник — Валентина Брусіна